# Матлок (Айова)
Матлок (англ. Matlock) — місто (англ. city) в США, в окрузі Сіу штату Айова. Населення — 74 особи (2020).

## Географія
Матлок розташований за координатами 43°14′40″ пн. ш. 95°56′4″ зх. д. / 43.24444° пн. ш. 95.93444° зх. д. (43.244328, -95.934503).  За даними Бюро перепису населення США в 2010 році місто мало площу 0,96 км², уся площа — суходіл.

## Демографія
Згідно з переписом 2010 року, у місті мешкало 87 осіб у 34 домогосподарствах у складі 24 родин. Густота населення становила 91 особа/км².  Було 35 помешкань (37/км²).
Расовий склад населення:
| - 100,0 % — білих |

До двох чи більше рас належало 0,0 %. Частка іспаномовних становила 0,0 % від усіх жителів.
За віковим діапазоном населення розподілялося таким чином: 25,3 % — особи молодші 18 років, 57,5 % — особи у віці 18—64 років, 17,2 % — особи у віці 65 років та старші. Медіана віку мешканця становила 44,2 року. На 100 осіб жіночої статі у місті припадало 123,1 чоловіків;  на 100 жінок у віці від 18 років та старших — 116,7 чоловіків також старших 18 років.
Середній дохід на одне домашнє господарство  становив 87 033 долари США (медіана — 71 875), а середній дохід на одну сім'ю — 93 526 доларів (медіана — 85 625). 
Цивільне працевлаштоване населення становило 60 осіб. Основні галузі зайнятості: виробництво — 26,7 %, роздрібна торгівля — 11,7 %, освіта, охорона здоров'я та соціальна допомога — 11,7 %.